# Рукописная R
ꭋ (рукописная R/зеркальная R) — буква расширенной латиницы, использовавшаяся в транскрипциях Карла Якоба Сундеваля и Отто Бремера, транскрипциях Landsmålsalfabetet и Дания, а также транскрипции Итальянского лингвистического атласа.

## Использование
Использовалась в транскрипции Карла Якоба Сундеваля 1855 года. Звук, обозначаемый ей, описан Сундевалем как «медиопалатальный дрожащий» (швед. medio-palat[al] trem[ulant]), что в терминологии МФА приблизительно соответствует преувулярному дрожащему согласному [ʀ̟] (или велярному [ʀ᫊], хотя такой звук невозможен).
В транскрипции Отто Бремера обозначала звук [ʀ̥].
В транскрипции Landsmålsalfabetet обозначает звук [χ], а в транскрипциях Дания и Норвегия — [ʀ].
В виде зеркальной R использовалась для обозначения ретрофлексного одноударного согласного до того, как в МФА был официально принят символ ɽ.